# Chiesa ed ex monastero di Santa Teresa degli Scalzi
La chiesa di Santa Teresa degli Scalzi è un edificio religioso situato a Perugia alla fine di via dei Priori. Nell'ex convento ebbero sede i Carmelitani scalzi fino al 1889, successivamente è stato demanializzato e adibito a scuola.

## Storia
La chiesa di Santa Teresa degli Scalzi fu commissionata dai Carmelitani scalzi, ordine già presente in città presso San Simone del Carmine dal XIV secolo. Fu terminata nel 1718su disegno di Alessandro Baglioni.

## Descrizione

### Esterno
Sulla destra è presente l'ingresso del convento, attualmente succursale del Liceo classico Mariotti e la torre medievale degli Sciri. Sulla sinistra, un arco conduce alle scale mobili di via Pompeo Pellini. Il complesso è inserito nella via regale del rione di Porta S. Susanna (via dei Priori), chiamata  anche via sacra per il numero concentrato di chiese. Si interfaccia con la chiesetta di Santo Stefano e San Valentino. L'imponenza del complesso conventuale e l’elevatura del tiburio sono gli elementi che caratterizzano il panorama di questo angolo della città.
La facciata rimasta incompiuta come molte chiese perugine, prevedeva un rivestimento con lesene in travertino e altri elementi decorativi, di cui rimangono solo le basi. Presenta un portale classicheggiante, sormontato da una pregevole lunetta ribassata. 

### Interno

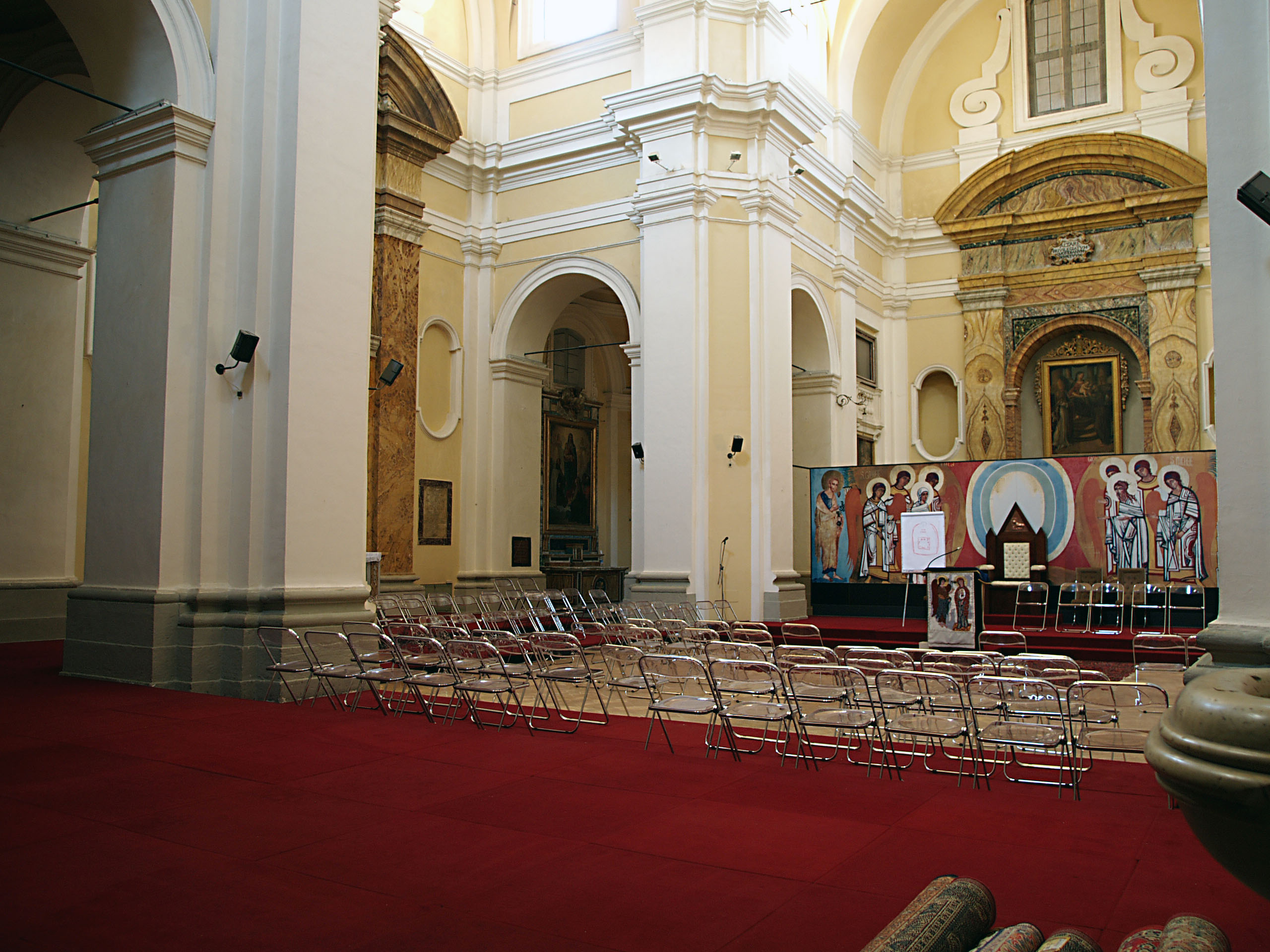
Interno chiesa S. Teresa degli Scalzi

All'interno la ricchezza decorativa barocca è maggiormente posta in risalto dall'uniformità dell'intonaco chiaro delle pareti.
La pianta è a croce greca con cupola centrale e cupole minori ai quattro lati. All’interno vi sono opere di artisti perugini dei secoli XVI, XVII e XVIII: nel primo altare a destra troviamo la Madonna con Maddalena dei Pazzi in estasi davanti alla Gloria di S. Luigi Gonzaga e alla Trinità (XVIII secolo) di Anton Maria Garbi (1718 – 1797). Ancora a destra è l’Annunciazione attribuita a Giovanni Francesco Bassotti della prima metà del XVII secolo, per altri ritenuta di Ippolito Borghese. Il dipinto, originariamente nella chiesa di San Pietro, presenta nello sfondo una finestra posta come un quadro nel quadro, che lascia intravedere un paesaggio celeste che dilata in profondità le dimensioni della tela. L’altare della crociera destra ha decorazioni in marmo policromi di Monte Malbe (Perugia), con rilievi in stucco e dipinti ad affresco del pittore umbro Giacinto Boccanera (1666 – 1746) raffiguranti a destra gli Apostoli Filippo e Giacomo, a sinistra San Michele Arcangelo e l’Angelo Custode. Nei pilastri laterali, in stucco a bassorilievo, sono Sant'Agnese a sinistra e San Francesco d’Assisi a destra (XVIII secolo). La tela dell’ultimo altare a destra, La Vergine con Bambino tra i S.S. Giuseppe e Teresa, è di Giovanni Antonio Scaramuccia (1632). 
Nell’abside vi sono tre tele: da destra Gesù Bambino adorato dalla Madre, da San Giuseppe e da Santa Teresa (autore incerto, XVIII secolo); la Madonna con Bambino e Santi di scuola di C. Gherardi (XVI secolo); infine S. Giuseppe col Bambino di Garbi. Sul primo altare di sinistra, la Vergine e il Bambino in gloria tra i Santi (autore ignoto del XIX secolo). Sopra l'altare della crociera sinistra è una tela del canonico Carlo Lamparelli (XVIII secolo) raffigurante S. Teresa trafitta da un angelo con la Madonna, il Bambino e i Santi Giovanni Battista, Antonio da Padova, Pietro e Francesco da Paola, l'angelo scolpisce lo stemma della famiglia Cesarei titolare dell’altare. Segue Deposizione di Anton Maria Garbi (XVII secolo), ispirata alla celeberrima deposizione di Annibale Carracci. Ancora a sinistra è un crocifisso ligneo policromo del XVII secolo. Sulla parete della controfacciata, sono S. Luigi Gonzaga, S. Teresa e S. Giovanni della Croce (XVIII secolo). 
In sacrestia sono conservate otto tele con ritratti di carmelitani del XVIII secolo.

## Campane

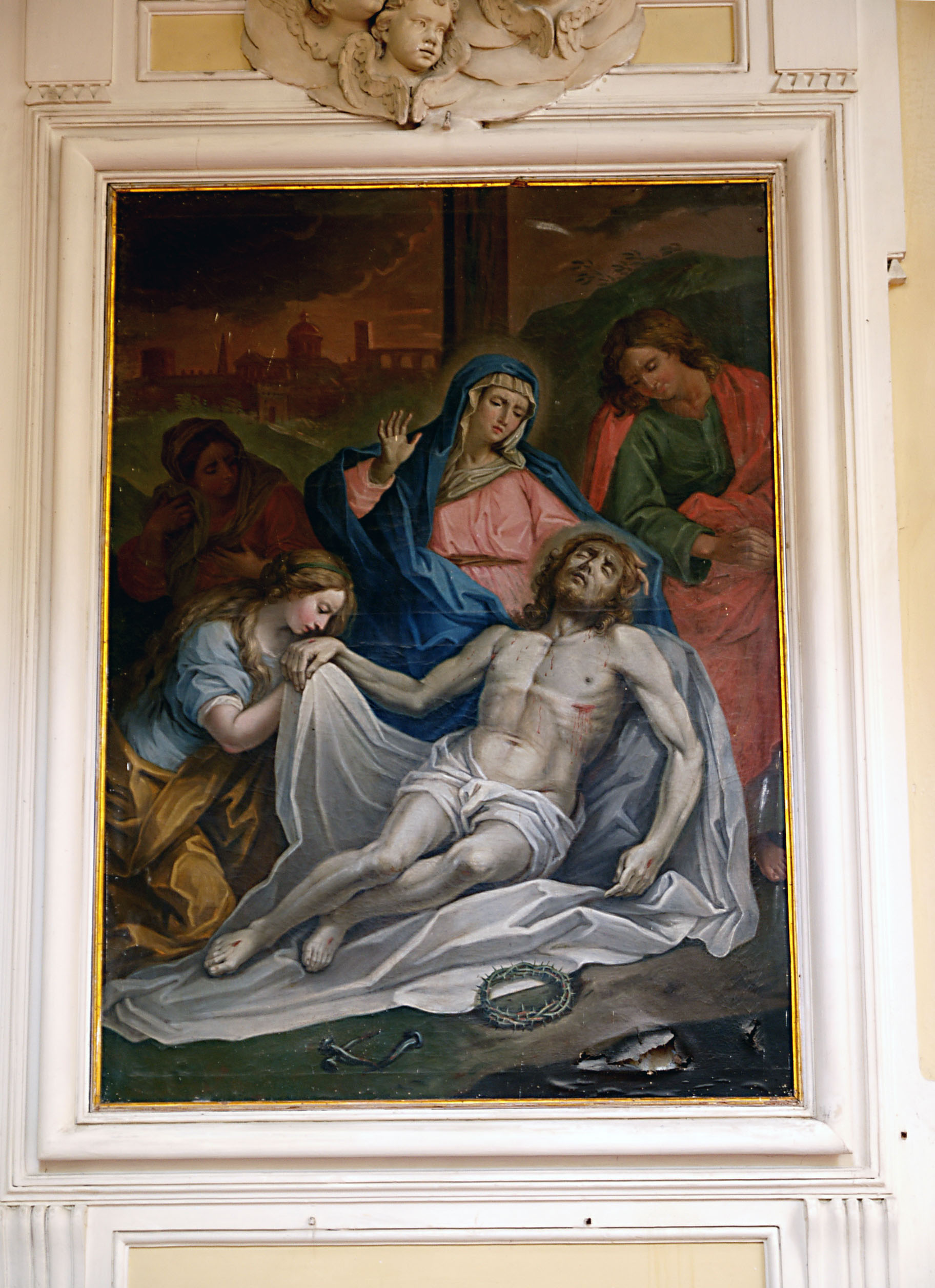
Anton Maria Garbi - Deposizione da Annibale Carracci

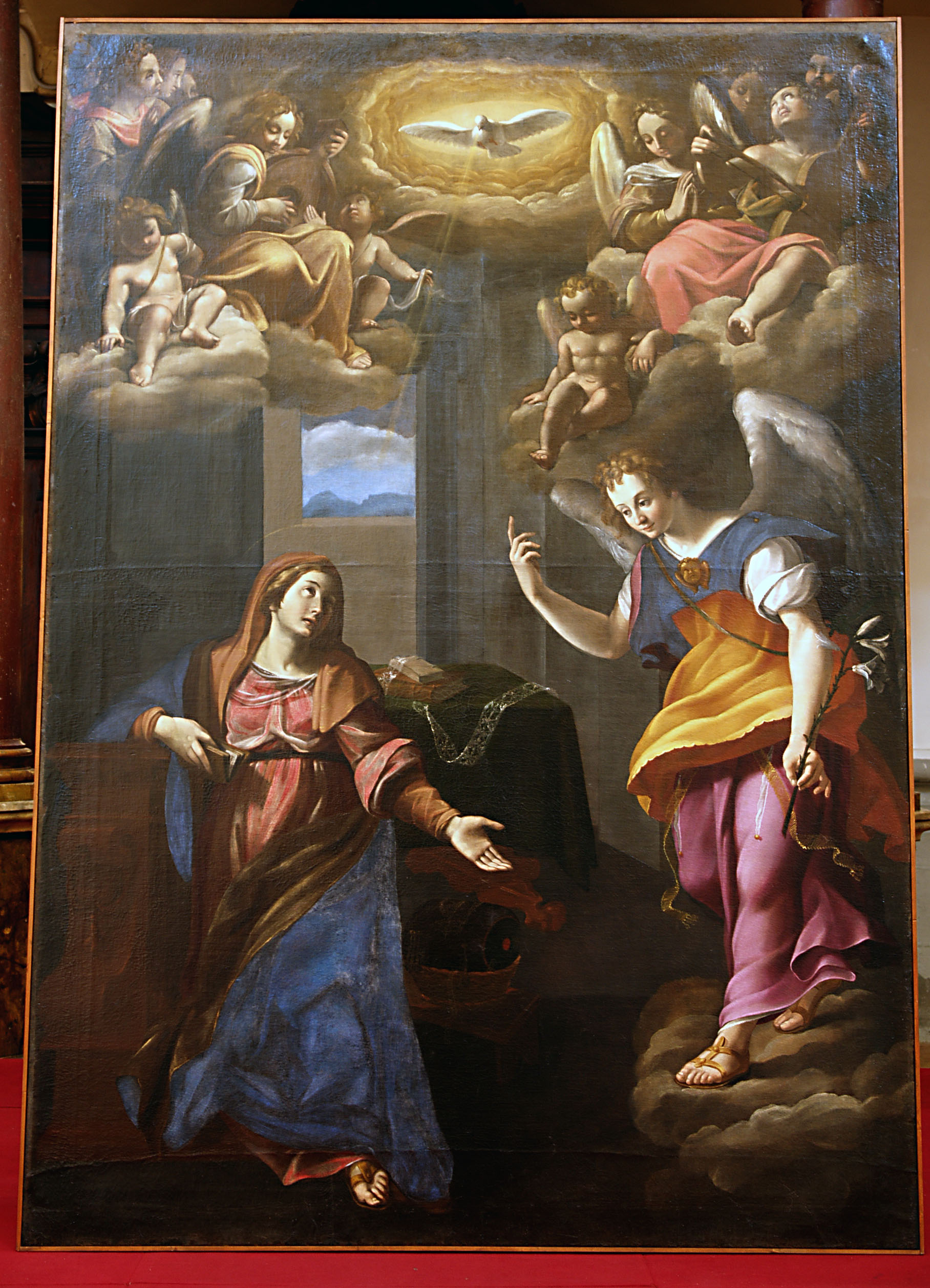
Giovanni Francesco Bassotti - Annunciazione XVII sec.

La campana della chiesa di Santa Teresa degli Scalzi è una delle più antiche della città, risale al 1529 e proviene dalla ex parrocchiale di San Bartolomeo in Porta Eburnea.

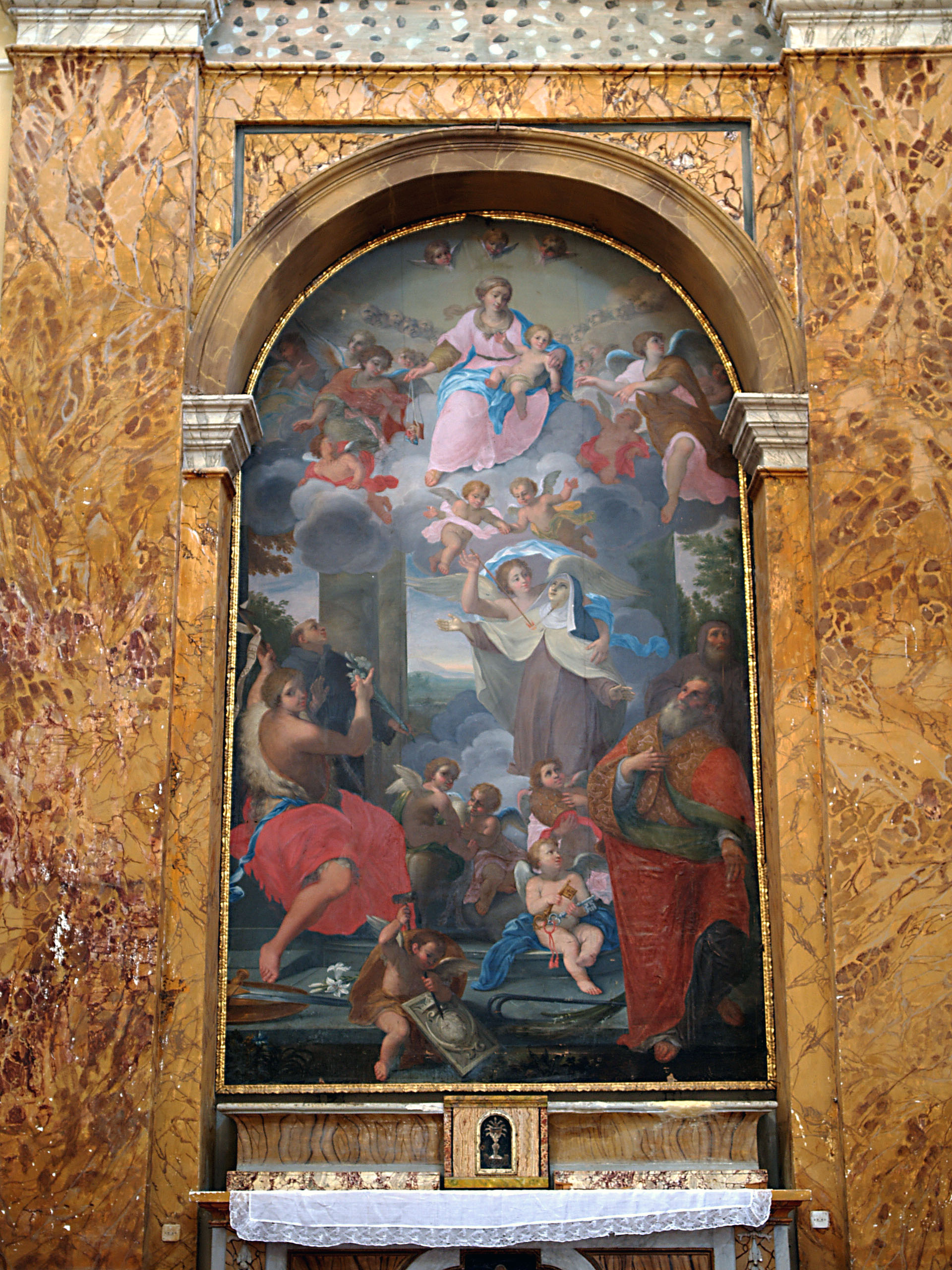
Carlo Lamparelli (XVIII) S. Teresa trafitta da un angelo con la Madonna, il Bambino e i Santi